# Гірськолижний спорт на зимових Олімпійських іграх 1976
Змагання з гірськолижного спорту на зимових Олімпійських іграх 1976 тривали з 5 до 13 лютого. Програма складалася з 6-ти дисциплін: швидкісний спуск, слалом і гігантський слалом серед чоловіків та жінок. Як і на Іграх 1964 року, змагання чоловіків у швидкісному спуску відбулися на горі Пачеркофель, а в решті 5 дисциплін поблизу села Аксамер Ліцум.

## Чемпіони та призери

### Olympic medal table
| Місце               | Країна              | Золото | Срібло | Бронза | Загалом |
| ------------------- | ------------------- | ------ | ------ | ------ | ------- |
| 1                   | ФРН (FRG)           | 2      | 1      | 0      | 3       |
| 2                   | Італія (ITA)        | 1      | 2      | 1      | 4       |
| 3                   | Швейцарія (SUI)     | 1      | 2      | 0      | 3       |
| 4                   | Австрія (AUT)       | 1      | 1      | 0      | 2       |
| 5                   | Канада (CAN)        | 1      | 0      | 0      | 1       |
| 6                   | Ліхтенштейн (LIE)   | 0      | 0      | 2      | 2       |
| 7                   | США (USA)           | 0      | 0      | 1      | 1       |
| 7                   | Франція (FRA)       | 0      | 0      | 1      | 1       |
| 7                   | Швеція (SWE)        | 0      | 0      | 1      | 1       |
| Загалом (9 збірних) | Загалом (9 збірних) | 6      | 6      | 6      | 18      |

Джерело:

### Чоловіки
| Дисципліна         | Золото                  | Золото  | Срібло                   | Срібло  | Бронза                        | Бронза  |
| ------------------ | ----------------------- | ------- | ------------------------ | ------- | ----------------------------- | ------- |
| Швидкісний спуск   | Франц Кламмер · Австрія | 1:45.73 | Бернар Руссі · Швейцарія | 1:46.06 | Герберт Планк · Італія        | 1:46.59 |
| Гігантський слалом | Гайні Геммі · Швейцарія | 3:26.97 | Ернст Ґод · Швейцарія    | 3:27.17 | Інгемар Стенмарк · Швеція     | 3:27.41 |
| Слалом             | П'єро Грос · Італія     | 2:03.29 | Густав Тені · Італія     | 2:03.73 | Віллі Фроммельт · Ліхтенштейн | 2:04.28 |

Джерело:

### Жінки
| Дисципліна         | Золото                              | Золото  | Срібло                              | Срібло  | Бронза                      | Бронза  |
| ------------------ | ----------------------------------- | ------- | ----------------------------------- | ------- | --------------------------- | ------- |
| Швидкісний спуск   | Розі Міттермаєр · Західна Німеччина | 1:46.16 | Брігітте Точніг · Австрія           | 1:46.68 | Сінді Нелсон · США          | 1:47.50 |
| Гігантський слалом | Кеті Крайнер · Канада               | 1:29.13 | Розі Міттермаєр · Західна Німеччина | 1:29.25 | Даніель Дебернар · Франція  | 1:29.95 |
| Слалом             | Розі Міттермаєр · Західна Німеччина | 1:30.54 | Клаудія Дрордані · Італія           | 1:30.87 | Ганні Венцель · Ліхтенштейн | 1:32.20 |

Джерело:

## Опис траси
| Дата        | Спуск                                     | Висота старту | Висота фінішу | Перепад висот | Довжина спуску | Середній нахил |
| ----------- | ----------------------------------------- | ------------- | ------------- | ------------- | -------------- | -------------- |
| Чет 5 лют   | Швидкісний спуск - чоловіки               | 1950 м        | 1080 м        | 870 м         | 3.020 км       | 28,8%          |
| Нед 8 лют   | Швидкісний спуск - жінки                  | 2310 м        | 1610 м        | 700 м         | 2.515 км       | 27,8%          |
| Пон 9 лют   | Гігантський слалом - чоловіки (1-й спуск) | 1990 м        | 1540 м        | 450 м         | 1.525 км       | 29,5%          |
| Вів 10 лют  | Гігантський слалом - чоловіки (2-й спуск) | 2035 м        | 1610 м        | 425 м         | 1.200 км       | 35,4%          |
| П'ят 13 лют | Гігантський слалом - жінки (1 run)        | 1925 м        | 1540 м        | 385 м         | 1.225 км       | 31,4%          |
| Суб 14 лют  | Слалом - чоловіки (2 спуски)              | 1830 м        | 1610 м        | 220 м         | 0.520 км       | 42,3%          |
| Сер 11 лют  | Слалом - жінки (2 спуски)                 | 1785 м        | 1610 м        | 175 м         | 0.400 км       | 43,8%          |

Джерело:

## Країни-учасниці
У змаганнях з гірськолижного спорту на Олімпійських іграх в Інсбруку взяли участь спортсмени 33-х країн. Андорра і Сан-Марино дебютували в цьому виді програми.
- Андорра (5)
- Аргентина (5)
- Австралія (5)
- Австрія (12)
- Бельгія (2)
- Болгарія (5)
- Канада (8)
- Чилі (5)
- Республіка Китай (1)
- Чехословаччина (4)
- Фінляндія (1)
- Франція (12)
- Західна Німеччина (13)
- Велика Британія (10)
- Греція (2)
- Ісландія (6)
- Іран (4)
- Італія (12)
- Японія (4)
- Ліван (1)
- Ліхтенштейн (5)
- Нова Зеландія (5)
- Норвегія (3)
- Польща (2)
- Румунія (2)
- Сан-Марино (2)
- СРСР (2)
- Іспанія (4)
- Швеція (4)
- Швейцарія (13)
- Туреччина (4)
- США (14)
- Югославія (4)